# Brug 691
Brug 691 is een vaste brug in Amsterdam Nieuw-West.
De brug is gelegen over een duiker in een waterweg die parallel loopt aan de Schipluidenlaan. Ze vormt daarbij de verbinding tussen de Wittgensteinlaan en het Koningin Wilhelminaplein met het Stibbegebouw aan de zuidkant en de Schipluidenlaan aan de noordkant. De overspanning van de gracht dateert van rond 1960, al komt ze nog niet voor op de plattegrond van het ontwerp voor het Confectiecentrum (later World Fashion Centre) uit september 1962. Die datering is tevens terug te vinden in het brugnummer, zo zijn de bruggen 688 en 689 in de iets noordelijker gelegen Cornelis Lelylaan uit dezelfde tijd.
Het ontwerp is afkomstig van de Dienst der Publieke Werken. De combinatie van brug en duiker ligt op straatniveau en was geheel opgenomen in de doorgaande weg. Een klein opvallend detail is dat aan de zuidkant van de duiker een loopplankje is bevestigd voor landdieren om onder de brug door te kunnen, voor hen is het dus een viaduct.
In de jaren tien van de 21e eeuw werd het gebied ten oosten van Station Amsterdam Lelylaan opnieuw ingericht. Hierbij verdween onder meer het voormalige gebouw van de Hogere Zeevaartschool Amsterdam uit de jaren zestig, dat in 2017 werd vervangen door het Little Manhattan-gebouw en de Willem Frogerstraat. Voorts was er een nieuwe toevoerweg nodig van de Schipluidenlaan en Koningin Wilhelminaplein naar de Cornelis Lelylaan. Die weg, de Willem Frogerstraat, dient als toe- en aanvoerroute van de vijftig jaar oude wijk, maar ook van de nieuwe wijk Andreas Ensemble.
Om het verkeer te laten doorstromen werd niet gekozen voor een rechte kruising, maar voor een rotonde, direct ten noorden van de brug 691. Om het verkeer van het zuiden naar en het verkeer van het noorden van de rotonde te kunnen leiden was het noodzakelijk om de brug te verbreden en de duiker te verlengen. De brug werd onder leiding van Ingenieurs Bureau Amsterdam en Waternet aan beide zijden met 2,5 meter verbreed (duiker met twee keer 2,5 verlengd). Daartoe werd aan beide zijden van de brug een damwand geslagen en het wateroppervlak verlaagd. Om toch voldoende mogelijkheden tot waterverversing te houden aan de oostkant, werd alle beschoeiing verderop in de gracht verwijderd. Vervolgens werd de verbreding gebouwd, werd de bouwput weer onder water gezet en de damwanden verwijderd. De werkzaamheden namen ongeveer zes maanden in beslag, rond de jaarwisseling 2017/2018 waren de brug en duiker gereed.
Ten zuidwesten van de brug staat het kunstwerk Magneten. Het Stibbegebouw is sinds 2008 een gemeentelijk monument. 
<<< · 600 · 601 · 602 · 603 · 604 · 605 · 606 · 607 · 608 · 609 · 610 · 611 · 612 · 613 · 614 · 615 · 616 · 617 · 618 · 619 · 620 · 621 · 622 · 623 · 624 · 626 · 627 · 628 · 629 · 630 · 631 · 632 · 633 · 634 · 635 · 636 · 637 · 638 · 639 · 643 · 651 · 652 · 653 · 655 · 656 · 657 · 658 · 659 · 660 · 661 · 662 · 663 · 664 · 665 · 666 · 667 · 668 · 669 · 670 · 671 · 673 · 674 · 675 · 676 · 677 · 678 · 679 · 681 · 682 · 683 · 684 · 685 · 687 · 688 · 689 · 690 · 691 · 692 · 695 · 696 · 699 · >>>
Verdwenen brugnummers: 625 (afgebroken brug Sam van Houtenstraat), 640, 644, 645, 646, 647, 648, 650, 672 (duiker Cornelis Lelylaan, Rembrandtpark), 694, 698.
Nooit gebouwd: 649, 680 (nooit gebouwde brug Sloterplas).
Brugnummers 641, 642, 654, 686, 693, 694 en 697 zijn onbekend.